# اودزا

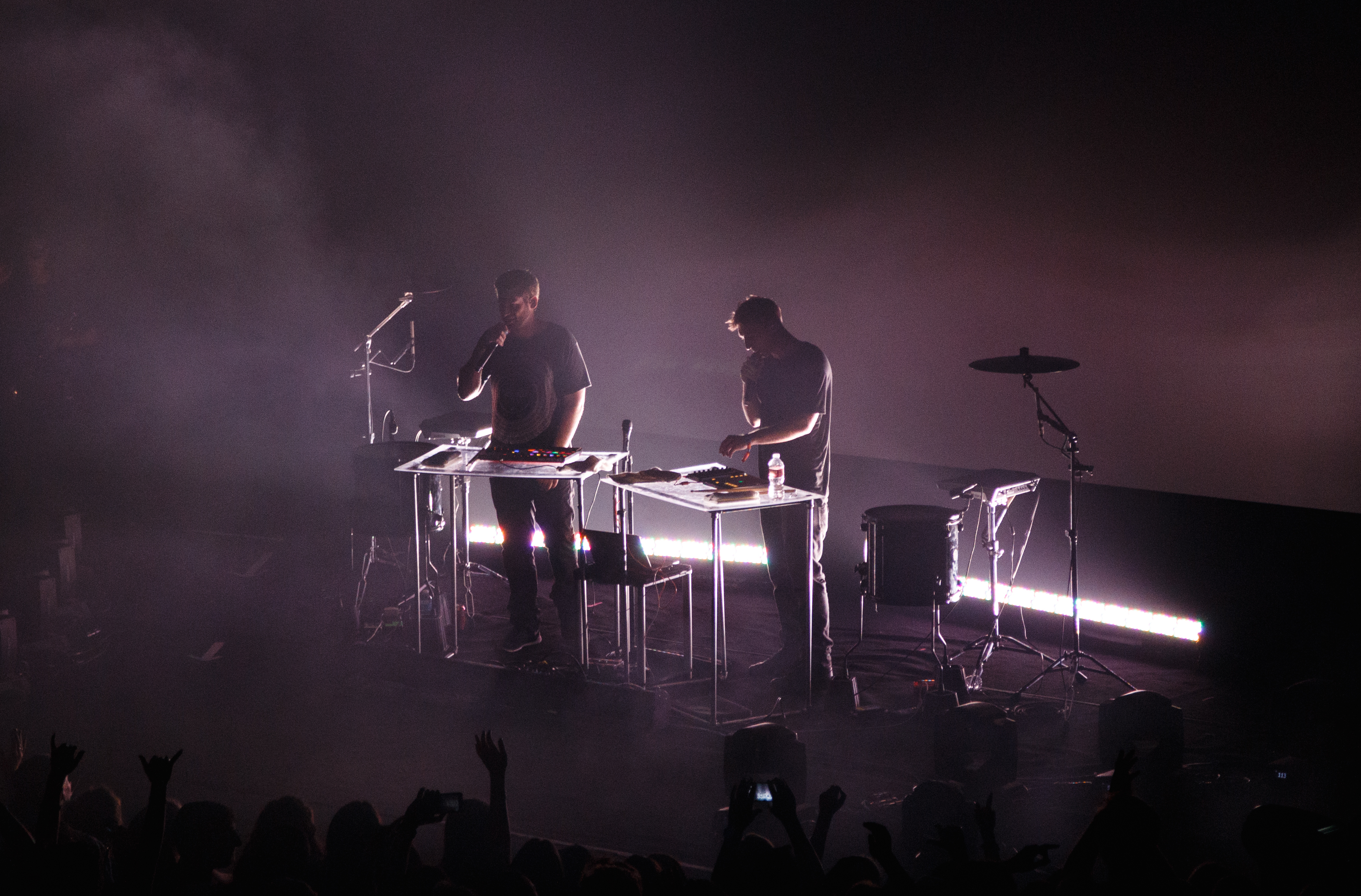
گروه اودزا سال 2015

اودزا (انگلیسی: Odesza) یک گروه موسیقی الکترونیکی آمریکایی است که از بلینگهام، واشینگتن شکل گرفتند. اعضای این گروه هریسون میلز و کلیتون نایت هستند و این گروه در سال ۲۰۱۲ اندکی پیش از آنکه این دو از دانشگاه واشینگتن غربی فارغ‌التحصیل شوند ایجاد شد. 
در ژوئن ۲۰۲۲ در مراسم رونمایی از جدیدترین تولیدات شرکت اپل، ترانه ای از این گروه به نام پشت خورشید پخش شد و همچنین به عنوان یکی از موسیقی های متن در بازی فیفا 2023 استفاده شد، که قطعه‌ای بازسازی شده یا به اصطلاح یک ریمیکس از یکی از ترانه‌های سیمین غانم است به نام "سیب" (انگلیسی: Apple). 